# فتح عكا
كان الصليبيون قد احتلوا عكا في سنة 1191، ولم يتمكن صلاح الدين الأيوبي من تحريرها منهم، فظلت في أيديهم، وتحولت إلى أهم مراكزهم على ساحل الشام، وصارت تمثل تهديداً كبيراً للمسلمين، حيث إعتبروها نقطة انطلاق لتحقيق حلمهم بالاستيلاء على بيت المقدس. وظل الوضع على هذا النحو قرابة المئة عام، إلى أن قرر السلطان المنصور قلاوون تحريرها مع المدن التي يحتلونها على ساحل الشام، إلا أنه توفى قبل أن يتجه إلى عكا، وترك المهمة لإبنه وخليفته السلطان الأشرف صلاح الدين خليل الذي أخذ على عاتقه مهمة طرد الصليبيين من عكا.

## التجهيز لتحرير عكا

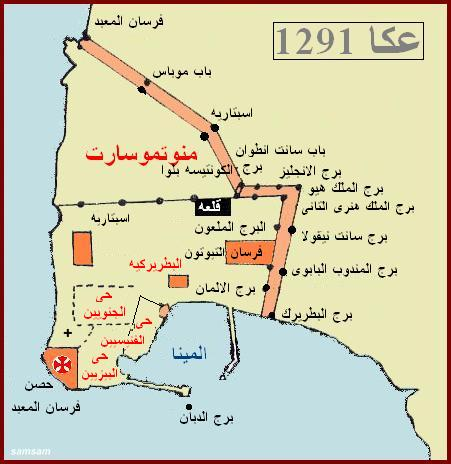
خريطة عكا عام 1291

في عام 1289 قضى السلطان قلاوون على كونتية  طرابلس الصليبية وحرر طرابلس من قبضة الصليبيين ثم قرر في العام التالي تحرير ثغر عكا الذي كان من بقايا مملكة بيت المقدس الصليبية، إلا أنه ولفرحة سكانها الصليبيين  توفي في شهر نوفمبر قبل أن يبدأ بالمسير. فلما تولى الأشرف خليل السلطنة قرر المسير إلى عكا لفتحها وإنهاء الاحتلال الصليبي لها، فأرسل إلى «وليام اوف بوجيه». رئيس طائفة فرسان المعبد (الداوية) بعكا يعلمه بأنه قد قرر الهجوم عليها وطلب منه عدم إرسال رسل أو هدايا إليه لأن ذلك لن يثنيه عن مهاجمة عكا. إلا أن عكا أرسلت إلى القاهرة وفداً محملاً بالهدايا  يرأسه فيليب ماينبيف  لاسترجاء الأشرف بالعدول عن خطته وضرورة الحفاظ على المعاهدة فرفض الأشرف خليل مقابلتهم وقام بحبسهم.
قام الأشرف بتعبئة جيوشه من مصر والشام والتي كانت تضم أعداداً كبيرة من المتطوعين  وآلات الحصار التي كانت تشمل اثنين وتسعين منجنيقاً. بعض العرارات الضخمة كانت تحمل أسماءً مثل «المنصوري»  و«الغاضبة»  وكانت هناك مجانيق أصغر حجماً ولكن ذات قوة تدميرية هائلة اسمها «الثيران السوداء». احتشدت الجيوش عند قلعة الحصن في جبال الساحل السوري ثم انضم إليها جيش مصر الذي خرج به الأشرف خليل من القاهرة. انضمت أربعة جيوش يقودها نواب السلطان، جيش دمشق يقوده حسام الدين لاجين، وجيش من حماة يقوده المظفر تقى الدين، وجيش من طرابلس يقوده سيف الدين بلبان، أما الجيش الرابع فقد كان من الكرك وكان على رأسه الأمير المؤرخ بيبرس الدوادار. وقد كان في جيش حماة أميراً مؤرخاً آخر هو أبو الفداء.
كان الصليبيون في عكا يدركون منذ فترة خطورة موقفهم، وكانوا قد أرسلوا إلى ملوك وأمراء أوروبا يطلبون منهم العون والمساعدة إلا أنهم لم يصلهم من أوروبا دعماً يذكر. قام ملك إنجلترا إدوارد الأول (Edward I) بإرسال بعض الفرسان. الدعم الوحيد الذي كان ذا أهمية جاء من هنري الثاني (Henry II) ملك قبرص الذي قام بتحصين أسوار عكا وأرسل قوة عسكرية على رأسها أخوه «أمالريك» (Amalric). كانت عكا محمية براً عن طريق سورين مزدوجين سميكين واثنا عشر برجاً شيدها الملوك الأوروبيون وبعض أثرياء حجاج بيت المقدس. كانت الأسوار مقسمة على الطوائف والفرق الصليبية بحيث تكون كل طائفة (فرسان المعبد، الاسباتريه، فرسان التيوتون الألمان وغيرهم) مسئولة عن حماية قسمها.

## محاصرة الأشرف خليل لعكا

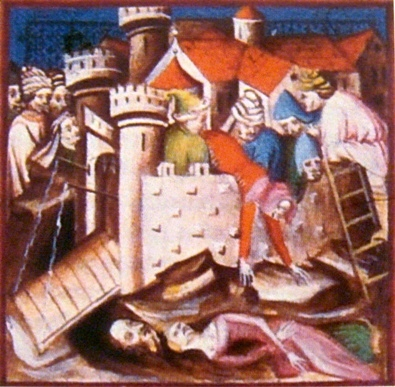
تصوير تخيلي من القرون الوسطى عن حصار عكا 1291

غادر الأشرف خليل القاهرة في السادس من مارس عام 1291، وبحلول الخامس من أبريل كان جيشه يقف بمواجهة عكا. نصب الأشرف دهليزه الأحمر فوق تلة  مواجهة لبرج المندوب البابوي على مسافة غير بعيدة من شاطئ البحر، وانتشر جيش مصر من نهاية سور مونتموسارت  حتى خليج عكا، واتخذ جيش حماة مواقعه عند البحر وعلى ساحل عكا. وفي اليوم التالي انطلقت عرارات جيش المسلمين ومناجيقه تلقي بالأحجار الضخمة والنيران على أسوار عكا وراح رماة السهام من المسلمين بإمطار المدافعين من الصليبيين المتمركزين فوق أبهاء الأبراج وأفاريزها بسهامهم. بعد ثمان أيام من الدك والمناوشات والاشتباكات تقدم الفرسان والمهندسون المسلمون وقد تغطوا بالدروع في موجات متلاحقة نحو سور عكا حتى سيطروا على حافته دون أن يتمكن المدافعون الصليبيون من إيقاف موجات زحفهم لكثرة أعدادهم وتلاحق موجاتهم بامتداد الأسوار. استخدم المسلمون سلاحاً يدوياً صغيراً يطلق نيراناً كثيفة وسريعة أطلق عليه الصليبيون اسم «كارابوها» وقد أحدث هذا السلاح أضراراً بالغة بالمقاتلين الصليبيين وصعب عليهم التقدم نحو المهاجمين المسلمين ، وتمكن المسلمون من إحداث أضرار وبعض النقوب في الأجزاء الضعيفة من الأسوار، أخذ الأمير سنجر الشجاعي ومقاتلية على عاتقهم نقب سور برج جديد يسمى برج الملك وكان أمام البرج الملعون، فقام الصليبيون بإشعال النار به وتركوه ينهار.
على الرغم من استمرار وصول الإمدادت والتعزيزات العسكرية من قبرص إلى عكا عن طريق البحر إلا أن الصليبيين المحاصرين فيها كانوا يدركون أنهم غير قادرين على التصدي لجيش المسلمين. في الخامس عشر من أبريل، تحت ضوء القمر قامت قوة صليبية من فرسان المعبد بقيادة «جين جريلى» (Jean Grailly) و«أوتو أوف جراندسون» (Otto of Grandson) بغارة مفاجئة على معسكر جيش حماة بهدف إحراق إحدى عرارات المسلمين إلا أنه، ولسوء حظهم، تعثرت أرجل خيولهم في حبال خيام المقاتلين المسلمين مما أدى إلى انكشاف أمرهم ومقتل وأسر العديد منهم. وتمكن عدد منهم من الفرار ببعض طبول ودروع المسلمين. وبعد بضعة أيام شن فرسان الاسباتريه غارة أخرى على معسكر للمسلمين، تلك المرة في الظلام الدامس، ولكن غارتهم انتهت هي الأخرى بالفشل بعد أن انكشف أمرهم وأشعل المسلمون المشاعل وتصدوا لهم فلاذوا بالفرار بجرحاهم.
في الرابع من شهر مايو استرد الصليبيون المحاصرون بعض الثقة والأمل حين وصل الملك هنري الثاني من قبرص. وفي صحبته أربعون سفينة محملة بالمقاتلين والعتاد. تولى هنري قيادة الدفاع ولكن سرعان ما أدرك هنري قلة حيلته في مواجهة الأشرف خليل، فأوفد إليه فارسين من فرسان المعبد هما «وليم اوف كافران» (William of Caffran) و«وليم اوف فيلييه» (William of Villiers) لطلب السلام وإعادة الهدنة، وسألهما الأشرف عما إذا كانا قد أحضرا معهما مفاتيح المدينة، فلما أجابا بالنفى قال لهما أن كل ما يهمه هو امتلاك المدينة وأنه لا يهمه مصير سكانها ولكن تقديراً منه لشجاعة الملك هنري ولصغر سنه وقدومه لتقديم المساعدة وهو مريض، فإنه على استعداد أن يبقى على حياة السكان في حال تسليم المدينة له دون قتال، فأجابا بأنهما لم يأتيا إليه للاستسلام ولكن فقط لطلب رحمته على السكان. وبينما الفارسان يستعطفان الأشرف إذ بعرارة صليبية تلقى من داخل عكا بحجر يسقط بالقرب من دهليز الأشرف فظن أنها مؤامرة صليبية لقتله وأراد قتل الفارسين، إلا أن الأمير سنجر الشجاعي شفع فيهما فسمح الأشرف لهما بالعودة إلى عكا.

### فتح عكا
منذ الثامن من شهر مايو بدأت أبراج عكا تصاب بأضرار بالغة نتيجة لدكها المستمر بالمناجيق وتنقيبها عن طريق المهندسين المسلمين. فانهار برج الملك هيو وتبعه البرج الإنجليزي وبرج الكونتيسة دو بلوا، وفي السادس عشر من مايو قام المسلمون بهجوم مركز على باب القديس أنطوان تصدى له فرسان المعبد والاسبتاريه.
في فجر يوم الجمعة 18 مايو (17 جمادى الأولى سنة 690 هـ) سمع صليبيو عكا دقات طبول المسلمين ، وبدء المسلمين بالزحف الشامل على عكا بامتداد الأسوار، تحت هدير دقات الطبول التي حُملت على ثلاثمائة جمل لإنزال الرعب في صدور الصليبيين داخل عكا.
اندفع جنود جيش الأشرف وجيش حماة وهم يكبرون لمهاجمة تحصينات المدينة تحت قيادة الأمراء المماليك الذين ارتدوا عمائم بيضاء. ووصل المقاتلون إلى البرج الملعون وأجبروا حاميته على التراجع إلى جهة باب القديس أنطوان واستمات فرسان المعبد وفرسان الاسبتاريه في الدفاع عن البرج والباب ولكن المقاتلون المسلمون، الذين كانت نار الاغريق من ضمن أسلحتهم ، تمكنوا من الاستيلاء عليهما وراحت قوات جيش المسلمين تتدفق على شوارع المدينة حيث دار قتال عنيف بينهم وبين الصليبيين. وقتل مقدم فرسان المعبد «وليم اوف بوجيه» وتبعه «ماثيو اوف كليرمونت» (Matthew of Clermont) وجرح مقدم الاسبتارية «جون فيلييه» جرحاً بالغاً فحمل إلى سفينته وبقى بها.
رفعت الصناجق الإسلامية على أسوار عكا وأيقن الملك هنري أنه لا طاقة للصليبيين بجيش الأشرف وأن عكا ستسقط في يد الأشرف لا محال فأبحر عائداً إلى قبرص ومعه «جون فيلييه» مقدم الاسبتاريه وقد تعرض الملك هنري فيما بعد للاتهام بالتخاذل والجبن.
سادت عكا حالة من الفوضى العارمة والرعب الهائل، واندفع سكانها المذعورن إلى الشواطئ بحثاٌ عن مراكب تنقلهم بعيداً عنها، ولا يدري أحد بالتحديد كم منهم قتل على الأرض أو كم منهم ابتلعه البحر. وقد تمكن بعض الأثرياء من النبلاء من الفرار من عكا في مراكب الكاتلاني «روجر فلور»، مقدم المرتزقة وفارس المعبد، مقابل أموال دفعوها له وقد تمكن «روجر دو فلور» (Roger de Flor) من استغلال الموقف فابتز الأثرياء والنبيلات وكون ثروة طائلة.
قبل أن يحل الليل كانت مدينة عكا قد صارت في يد المسلمين، فيما عدا حصن فرسان المعبد الذي كان مشيداً على ساحل البحر في الجهة الشمالية الغربية من المدينة. عادت عكا إلى المسلمين بعد حصار دام أربعة وأربعين يوما ، وبعد أن احتلها الصليبيون مائة عام.
بعد أسبوع من فتح عكا تفاوض السلطان خليل مع «بيتر دو سيفري» (Peter de Severy)رئيس حصن فرسان المعبد، وتم الاتفاق على تسليم الحصن مقابل السماح بإبحار كل من في الحصن إلى قبرص. بعد وصول رجال السلطان إلى الحصن للإشراف على تدابير الإخلاء تعرضوا لبعض النسوة في الحصن أو أرادوا أخذهن مما أدى إلى غضب فرسان المعبد فانقضوا عليهم وقتلوهم وأزالوا صنجق المسلمين الذي كان قد رفع على الحصن من قبل، واستعدوا لمواصلة القتال.
في الليل، تحت جنح الظلام، غادر«تيبالد جودين»(Theobald Gaudin) مقدم فرسان المعبد الجديد، الحصن إلى صيدا في صحبة عدد من المقاتلين ومعه أموال الطائفة. وفي اليوم التالي ذهب «بيتر دو سيفري» إلى السلطان خليل ومعه بعض الفرسان للتفاوض من جديد فقبض الأشرف عليهم وأعدمهم انتقاماً لرجاله الذين قتلهم الفرسان في الحصن. فلما رأى بقية الفرسان المحاصرون في الحصن ما حدث لـ«بيتر دو سيفرى» ورفاقة واصلوا القتال. في الثامن والعشرين من مايو، بعد أن حفر المهندسون نقباً تحت الحصن، دفع الأشرف بألفي مقاتل للاستيلاء عليه، وبينما هم يشقون طريقهم داخله انهار البناء وهلك كل من كان بداخل الحصن من مدافعين ومهاجمين.
وصلت أنباء انتصار جيش المسلمون وتحريره عكا إلى دمشق والقاهرة ففرح الناس وزينت المدن. ودخل السلطان خليل دمشق ومعه الأسرى الصليبيين مقيدين بالسلاسل وقوبل جيش المسلمين بالاحتفالات ورفع رايات النصر وزينت دمشق وعمت البهجة بين الناس. وبعد أن دخل القاهرة وتزينت وفرشت فيه الشقق الحرير تحت حافر فرسه. وبعد أن زار قبر أبيه الملك المنصور، صعد إلى قلعة الجبل وخلع على الأمراء. أمر الأشرف بإطلاق سراح «فيليب ماينبيف» وزملائه الصليبيين الذين كان قد قبض عليهم قبل مسيره إلى عكا. وقام الأشرف بنقل بوابة كنيسة القديس أندرياس من عكا إلى القاهرة لاستخدامها في استكمال مسجده.